# Yordanka Blagoeva
Yordanka Blagoeva (Bulgare : Йорданка Благоева), née le 19 janvier 1947 à Gorno Zerowene, est une athlète bulgare spécialiste du saut en hauteur.

## Carrière
Elle termine à la deuxième place du concours de la hauteur des Jeux olympiques de 1972 à Munich, derrière l'Allemande Ulrike Meyfarth, auteur d'un nouveau record du monde en finale (1,92 m). Le 24 septembre 1972, lors du meeting de Zagreb, la Bulgare franchit la barre de 1,94 m en rouleau ventral, améliorant de deux centimètres la meilleure marque mondiale détenue conjointement par Ilona Gusenbauer et Ulrike Meyfarth. Ce record du monde ne sera égalé que deux ans plus tard par l'Est-allemande Rosemarie Ackermann. 
Blagoeva remporte en 1973 les Championnats d'Europe en salle de Rotterdam avec un bond à 1,92 m. En 1976, elle décroche la médaille de bronze des Jeux olympiques de Montréal au terme d'un concours dominé par Ackermann. 

## Palmarès

### Jeux olympiques
- Médaillée d'argent aux Jeux olympiques d'été de 1972 à Munich.
- Médaillée de bronze aux Jeux olympiques d'été de 1976 à Montréal.

### Championnats d'Europe en salle
- Médaillée d'argent en 1969
- Médaillée de bronze en 1972
- Médaillée d'or en 1973